# Gymnogeophagus peliochelynion
Gymnogeophagus peliochelynion es una especie de pez de agua dulce que integra el género Gymnogeophagus, de la familia de los cíclidos. Habita en aguas templadas en el centro-este del Cono Sur de América del Sur.

## Taxonomía
Esta especie fue descrita originalmente en el año 2018 por los ictiólogos Andréia Turcati, Wilson Sebastián Serra-Alanis y Luiz Roberto Malabarba.
Localidad tipo
La localidad tipo referida es: “arroyo de las Tunas (afluente del río Arapey Grande), en el cruce con la Ruta 31, en las coordenadas: 31°20′4.87″S 57°19′36.42″O / -31.3346861, -57.3267833, departamento de Salto, Uruguay”.
Holotipo
El ejemplar holotipo designado es el catalogado como: ZVC-P 12493; se trata de un espécimen macho adulto el cual midió 101,9 mm de longitud estándar. Fue capturado por V. Bertaco, F. Cantera, J. Ferrer y L. R. Malabarba el 8 de septiembre de 2005. Se encuentra depositado en la colección de ictiología de la Facultad de Ciencias, Universidad de la República (ZVC-P), ubicada en la ciudad uruguaya de Montevideo.
Etimología
Etimológicamente, Gymnogeophagus viene del idioma griego, donde gymnos es 'desnudo', gea es 'tierra' y phaegein es 'comer', debido a una estrategia trófica de los integrantes del género. El nombre específico peliochelynion es un sustantivo en aposición que se construye con  la palabra en griego pelios, que significa ‘negro y azul’, y chelyne, que significa ‘labio’, haciendo referencia a la coloración de esa parte del cuerpo que posee este pez.
Caracterización y relaciones filogenéticas
Gymnogeophagus peliochelynion pertenece al grupo de especies G. gymnogenys, cuyas especies están caracterizadas por tener hábitos reproductivos con incubación bucal.
Se distingue de la mayoría de las especies congenéricas por exhibir labios hipertrofiados; de G. labiatus y de G. pseudolabiatus se separa por su distinto patrón cromático.

## Distribución geográfica y hábitat
Esta especie habita en cursos fluviales de aguas claras, generalmente con lecho fangoso o cubierto de piedras y escasa vegetación acuática. Fue colectada en la cuenca del río Arapey Grande, un afluente por la margen izquierda de la baja cuenca del río Uruguay, en la república homónima.
Hay poblaciones del género Gymnogeophagus similares a esta especie que viven en dos cursos fluviales uruguayos, ambos tienen sus desembocaduras en el río Uruguay aguas abajo del punto en que se produce la del río Arapey, estos son los ríos Queguay Grande y Daymán. Estas poblaciones presentan una coloración similar a G. peliochelynion, pero fueron tentativamente identificadas solo como Gymnogeophagus cf. peliochelynion por causa de no presentar los labios hipertrofiados. Se precisan mayores estudios para dilucidar si se trata de una variante de G. peliochelynion o si en realidad corresponden a una especie aún no descrita.
El río Uruguay, pertenece a la cuenca del Plata; dicha hoya hidrográfica vuelca sus aguas en el océano Atlántico Sudoccidental por intermedio del Río de la Plata. 
Ecorregionalmente esta especie es exclusiva de la ecorregión de agua dulce Uruguay inferior.

## Conservación
Los autores recomendaron que, según los lineamientos para discernir el estatus de conservación de los taxones —los que fueron estipulados por la organización internacional dedicada a la conservación de los recursos naturales Unión Internacional para la Conservación de la Naturaleza (IUCN)—, en la obra Lista Roja de Especies Amenazadas Gymnogeophagus peliochelynion sea clasificada como una especie bajo “preocupación menor” (LC), al ser relativamente frecuente y abundante y a que no posee amenazas.